# Dialakorodji
Dialakorodji is een gemeente (commune) in de regio Koulikoro in Mali. De gemeente telt 47.500 inwoners (2009).